# 刘世梅
刘世梅（1937年—），河北沧县人。中华人民共和国政治人物。
早年担任北京清河制呢厂细纱女工，1953年被授予全国纺织工业劳动模范。1954年，担任第一届全国人民代表大会代表。